# Með hækkandi sól
Með hækkandi sól – singel islandzkiej grupy folkowej Systur wydany 5 lutego 2022 poprzez wytwórnię The Orchard Enterprises. Piosenkę skomponowała Lovísa Elísabet Sigrúnardóttir. Utwór reprezentował Islandię w 66. Konkursie Piosenki Eurowizji w Turynie (2022).

## Tło
5 lutego 2022 roku Sigga, Beta i Elín zostały ogłoszone przez RÚV jako uczestniczki nadchodzącej edycji Söngvakeppnin, islandzkiej selekcji krajowej do Konkursu Piosenki Eurowizji. Pierwszy występ „Með hækkandi sól” miał miejsce w pierwszym półfinale konkursu, który odbył się 26 lutego 2022 roku. Systur zakwalifikowały się do finału, będąc w czołowej dwójce półfinału. W pierwszej rundzie z udziałem pięciu finalistów utwór zakwalifikował się jako jeden z dwóch utworów w finałowym pojedynku. W finałowej rundzie utwór została zwycięzcą Söngvakeppnin 2022, zostając reprezentantem Islandii w 66. Konkursie Piosenki Eurowizji w Turynie (2022).

## Lista utworów
- Digital download[4]

1. „Með hækkandi sól” – 3:00

## Notowania
| Kraj     | Notowanie (2022) | Najwyższa pozycja |
| -------- | ---------------- | ----------------- |
| Islandia | Plötutíðindi     | 1                 |
| Litwa    | Singlų Top 100   | 38                |